# Ruth Wetzel-Steinwedel
Pour les articles homonymes, voir Wetzel.
 (décembre 2018).
Ruth Wetzel-Steinwedel (née le 16 juin 1948 à Weingarten) est une femme de loi allemande. Elle est vice-présidente du Tribunal social fédéral depuis le 27 août 2003.